# 제이투스타
제이투스타는 대한민국의 연예 기획사이다. 과거 캐슬제이엔터프라이즈였던 상호명을 제이투스타로 바꾸었다.

## 소속 연예인 목록
- 남희석[1]
- 박성호[2]
- 장동혁[3]
- 최진이